# Ion Luican
Ion Luican (n. 29 decembrie 1907, comuna Frumușani, județul Călărași — d. 1 septembrie 1992, comuna Frumușani, Călărași) a fost un cântăreț român de muzică populară, romanțe și muzică ușoară. Numele artistului este indisolubil legat de „șlagărul” arhi-îndrăgit, M-a făcut mama oltean.

## Biografie

### Studiile
În perioada adolescenței urmează cursurile unui seminar teologic, unde învață să cânte pe note. Absolvă în 1934 Academia Regală de Muzică din București (unde i-a avut profesori pe Constantin Brăiloiu, Ion Chirescu), în 1943 Școala de cântări bisericești (aflată sub patronatul Sfintei Mitropolii a Ungro-Vlahiei și Arhiepiscopiei Bucureștilor), iar în 1945 termină studiile liceale la Liceul „Matei Basarab” din București. Absolvă în 1956 Institutul Teologic de Grad Universitar din București.

### Debutul și activitatea artistică
În 1932 este angajat ca „diseur” la restaurantul „Izvorul rece”.
Debutează la Radio în 1933; cântă în direct reclame muzicale. În același an câștigă la un concurs organizat de casa de discuri Odeon; devine angajat al firmei. Imprimă pe plăci de gramofon în Berlin și debutează cu piesele: „Mi-e dor de-acasă” de Elly Roman și „Să-ți cânt, samovare” de Max Halm în 1937.
În această perioadă, a anilor 1930-1940, cântă cu orchestrele: Petrică Moțoi (cu care a și debutat la Radio), Vasile Julea, Frații Stănescu, Elly Roman, Ernst Hönigsberg, George Corologos, Ionel Vlădescu.
Din 1948 începe să abandoneze genul de muzică ușoară, în favoarea muzicii populare și a romanței.
În numeroasele turnee întreprinse cântă cu orchestrele „Doina Gorjului” din Târgu-Jiu, „Doina Argeșului” din Pitești; cu orchestrele de muzică populară ale filarmonicilor: „Banatul” (din Timișoara), Cluj și Ploiești; cu orchestrele: Ansamblului „Perinița”, Sfatului Popular al Capitalei, Teatrului de estradă „Ion Vasilescu”.
I-au fost colegi de scenă: Maria Tănase, Maria Lătărețu, Ioana Radu, Rodica Bujor, Mia Braia, Iustina Baluteanu, Gică Petrescu, Petre Gusti, Emil Gavriș, Angela Moldovan, Ileana Constantinescu, Lucreția Ciobanu etc.

## Decesul
Se stinge din viață pe 1 septembrie 1992, în Frumușani. Este înmormântat în cimitirul Bisericii „Iancu Nou” din București.

## Distincții
- Ordinul Meritul Cultural clasa a IV-a (12 septembrie 1968) „pentru merite deosebite în activitatea muzicală”[6][7][2]

Este desemnat cetățean de onoare al municipiului București.